# Аммерланд (район)
Аммерланд (нім. Ammerland) — район у Німеччині, у складі федеральної землі Нижня Саксонія. Адміністративний центр — місто Вестерштеде.

## Населення
Населення району становить 126 475 осіб (станом на 31 грудня 2021).

## Адміністративний поділ
Район складається з одного міста і 5 громад (нім. Einheitsgemeinden).
Дані про населення наведені станом на 31 грудня 2021.
| 1. Апен (11883) 2. Бад-Цвішенан (29351) 3. Вестерштеде (місто) (23452) 4. Віфельштеде (16167) 5. Едевехт (22748) 6. Растеде (22874) |